# 401 (číslo)
Čtyři sta jedna je přirozené číslo. Následuje po číslu čtyři sta a předchází číslu čtyři sta dva. Římskými číslicemi se zapisuje CDI a řeckými číslicemi υα.

## Matematika
401 je:
- Deficientní číslo
- Prvočíslo
- Nešťastné číslo

## Astronomie
- (401) Ottilia je planetka hlavního pásu, kterou objevil v roce 1895 Max Wolf

## Roky
- 401
- 401 př. n. l.